# Tityus venamensis
Espèce
Tityus venamensis est une espèce de scorpions de la famille des Buthidae.

## Distribution
Cette espèce est endémique de l'État de Bolívar au Venezuela. Elle se rencontre vers Sifontes.

## Étymologie
Son nom d'espèce, composé de venam[o] et du suffixe latin -ensis, « qui vit dans, qui habite », lui a été donné en référence au lieu de sa découverte, le Cerro Venamo.

## Publication originale
- González-Sponga, 1981 : « Seis nuevas especies del genero Tityus en Venezuela (Scorpionida: Buthidae). » Instituto Universitario Pedagogico de Caracas Monografias Cientificas Augusto Pi Suner, no 12, p. 1-87.